# Xã Eagle View, Quận Becker, Minnesota
Xã Eagle View (tiếng Anh: Eagle View Township) là một xã thuộc quận Becker, tiểu bang Minnesota, Hoa Kỳ. Năm 2010, dân số của xã này là 131 người.